# Lorenco Šimić
Lorenco Šimić (Spalato, 15 luglio 1996) è un calciatore croato, difensore dell'Avellino.

## Caratteristiche tecniche
È un difensore centrale abile nella marcatura e nel colpo di testa, dotato di forte personalità.

## Carriera

### Club

#### Inizi: anni in patria, Sampdoria e presto all'Empoli
Cresciuto nel settore giovanile dell'Hajduk Spalato, nel 2015 passa in prestito all'Hoverla, con cui colleziona 3 presenze.
Il 31 gennaio 2017 viene acquistato dalla Sampdoria, che il 16 agosto lo cede a titolo temporaneo, con diritto di riscatto e contro-opzione, all'Empoli.

#### Altri prestiti
Il 31 gennaio 2018, dopo una buona prima parte di stagione, si trasferisce, sempre in prestito, alla SPAL. Debutta in Serie A il 10 febbraio, nella sconfitta per 0-4 in casa contro il Milan. Segna il suo primo gol (del provvisorio 2-1 al 51º minuto) alla seconda presenza, nella vittoria (importantissima per gli emiliani) in trasferta per 2-3 contro il Crotone, vittoria che porta la SPAL da -4 a -1 in classifica proprio dal Crotone, quart'ultimo in zona salvezza. Il 15 agosto fa ritorno, sempre a titolo temporaneo, alla SPAL.
Dopo avere trovato poco spazio nella sua seconda stagione a Ferrara, a fine anno viene ceduto nuovamente in prestito, questa volta in patria, al Rijeka. Tuttavia non gioca mai, indi per cui il prestito viene rescisso e il 6 febbraio 2020 il giocatore viene nuovamente ceduto a titolo temporaneo dalla Sampdoria, questa volta agli slovacchi del Dunajská Streda.

#### Zagłębie Lubin, Lecce e Ascoli
Il 19 agosto 2020 passa a titolo definitivo ai polacchi dello Zagłębie Lubin. Il 13 gennaio 2022 il club e il giocatore ufficializzano la risoluzione consensuale del contratto.
Il 17 gennaio 2022 firma un contratto di due anni e mezzo con il Lecce, con cui esordisce il 5 febbraio, da subentrante, nella trasferta di Como (1-1) e vince il campionato di Serie B 2021-2022, collezionando 7 presenze nell'annata chiusasi con la promozione in Serie A.
Il 21 luglio 2022 viene ceduto all'Ascoli, in Serie B, a titolo definitivo. Il 15 ottobre segna il suo primo gol con i marchigiani, nel successo per 2-0 in casa del Bari.

#### Maccabi Haifa e prestito al Bari
Il 21 agosto 2023 viene acquistato dal Maccabi Haifa.
Il 30 agosto 2024 torna in Italia e passa in prestito al Bari, in Serie B. Segna il suo primo gol col Bari il 30 marzo 2025 segnando il gol del momentaneo vantaggio nella sconfitta per 2-1 contro la Carrarese.
Avellino
Il 14 luglio 2025 firma un biennale con l'Avellino. 

## Statistiche

### Presenze e reti nei club
Statistiche aggiornate al 13 maggio 2025.
| Stagione              | Squadra               | Campionato            | Campionato | Campionato | Coppe nazionali | Coppe nazionali | Coppe nazionali | Coppe continentali | Coppe continentali | Coppe continentali | Altre coppe | Altre coppe | Altre coppe | Totale | Totale |
| Stagione              | Squadra               | Comp                  | Pres       | Reti       | Comp            | Pres            | Reti            | Comp               | Pres               | Reti               | Comp        | Pres        | Reti        | Pres   | Reti   |
| --------------------- | --------------------- | --------------------- | ---------- | ---------- | --------------- | --------------- | --------------- | ------------------ | ------------------ | ------------------ | ----------- | ----------- | ----------- | ------ | ------ |
| feb.-giu. 2015        | Hoverla               | PL                    | 3          | 0          | KU              | -               | -               | -                  | -                  | -                  | -           | -           | -           | 3      | 0      |
| 2015-2016             | Hajduk Spalato        | 1. HNL                | 9          | 1          | CC              | 2               | 0               | UEL                | -                  | -                  | -           | -           | -           | 11     | 1      |
| 2016-gen. 2017        | Hajduk Spalato        | 1. HNL                | 13         | 0          | CC              | 2               | 0               | UEL                | 1                  | 0                  | -           | -           | -           | 16     | 0      |
| Totale Hajduk Spalato | Totale Hajduk Spalato | Totale Hajduk Spalato | 22         | 1          |                 | 4               | 0               |                    | 1                  | 0                  |             | -           | -           | 27     | 1      |
| gen.-giu. 2017        | Sampdoria             | A                     | 0          | 0          | CI              | -               | -               | -                  | -                  | -                  | -           | -           | -           | 0      | 0      |
| 2017-gen. 2018        | Empoli                | B                     | 15         | 3          | CI              | -               | -               | -                  | -                  | -                  | -           | -           | -           | 15     | 3      |
| gen.-giu. 2018        | SPAL                  | A                     | 6          | 1          | CI              | -               | -               | -                  | -                  | -                  | -           | -           | -           | 6      | 1      |
| 2018-2019             | SPAL                  | A                     | 8          | 0          | CI              | 0               | 0               | -                  | -                  | -                  | -           | -           | -           | 8      | 0      |
| Totale SPAL           | Totale SPAL           | Totale SPAL           | 14         | 1          |                 | 0               | 0               |                    | -                  | -                  |             | -           | -           | 14     | 1      |
| ago. 2019-feb. 2020   | Rijeka                | 1. HNL                | 0          | 0          | CC              | 0               | 0               | UEL                | 0                  | 0                  | -           | -           | -           | 0      | 0      |
| feb.-lug. 2020        | DAC Dunajská Streda   | SL                    | 4          | 0          | CS              | 3               | 0               | UEL                | -                  | -                  | -           | -           | -           | 7      | 0      |
| 2020-2021             | Zagłębie Lubin        | EK                    | 17         | 4          | CP              | 1               | 1               | -                  | -                  | -                  | -           | -           | -           | 21     | 5      |
| 2021-gen. 2022        | Zagłębie Lubin        | EK                    | 7          | 1          | CP              | 1               | 0               | -                  | -                  | -                  | -           | -           | -           | 8      | 1      |
| Totale Zagłębie Lubin | Totale Zagłębie Lubin | Totale Zagłębie Lubin | 24         | 5          |                 | 2               | 1               |                    | -                  | -                  |             | -           | -           | 26     | 6      |
| gen.-giu. 2022        | Lecce                 | B                     | 7          | 0          | CI              | -               | -               | -                  | -                  | -                  | -           | -           | -           | 7      | 0      |
| 2022-2023             | Ascoli                | B                     | 26         | 2          | CI              | 0               | 0               | -                  | -                  | -                  | -           | -           | -           | 26     | 2      |
| ago. 2023             | Ascoli                | B                     | 0          | 0          | CI              | 1               | 0               | -                  | -                  | -                  | -           | -           | -           | 1      | 0      |
| Totale Ascoli         | Totale Ascoli         | Totale Ascoli         | 26         | 2          |                 | 1               | 0               |                    | -                  | -                  |             | -           | -           | 27     | 2      |
| 2023-2024             | Maccabi Haifa         | Lh                    | 23         | 1          | CI              | 2               | 0               | UCL+UEL+UECL       | 1+5+4              | 0                  | -           | -           | -           | 35     | 1      |
| lug.-ago. 2024        | Maccabi Haifa         | Lh                    | 0          | 0          | CI              | 0               | 0               | UECL               | 2                  | 1                  | -           | -           | -           | 2      | 1      |
| Totale Maccabi Haifa  | Totale Maccabi Haifa  | Totale Maccabi Haifa  | 23         | 1          |                 | 2               | 0               |                    | 12                 | 1                  |             | -           | -           | 37     | 2      |
| 2024-2025             | Bari                  | B                     | 14         | 2          | CI              | -               | -               | -                  | -                  | -                  | -           | -           | -           | 14     | 2      |
| 2025-2026             | Avellino              | B                     | 0          | 0          | CI              | -               | -               |                    | -                  | -                  |             | -           | -           | 0      | 0      |
| Totale carriera       | Totale carriera       | Totale carriera       | 152        | 15         |                 | 12              | 1               |                    | 13                 | 1                  |             | -           | -           | 177    | 17     |

### Cronologia presenze e reti in nazionale
| Cronologia completa delle presenze e delle reti in nazionale ― Croazia under 21 | Cronologia completa delle presenze e delle reti in nazionale ― Croazia under 21 | Cronologia completa delle presenze e delle reti in nazionale ― Croazia under 21 | Cronologia completa delle presenze e delle reti in nazionale ― Croazia under 21 | Cronologia completa delle presenze e delle reti in nazionale ― Croazia under 21 | Cronologia completa delle presenze e delle reti in nazionale ― Croazia under 21 | Cronologia completa delle presenze e delle reti in nazionale ― Croazia under 21 | Cronologia completa delle presenze e delle reti in nazionale ― Croazia under 21 |
| Data                                                                            | Città                                                                           | In casa                                                                         | Risultato                                                                       | Ospiti                                                                          | Competizione                                                                    | Reti                                                                            | Note                                                                            |
| ------------------------------------------------------------------------------- | ------------------------------------------------------------------------------- | ------------------------------------------------------------------------------- | ------------------------------------------------------------------------------- | ------------------------------------------------------------------------------- | ------------------------------------------------------------------------------- | ------------------------------------------------------------------------------- | ------------------------------------------------------------------------------- |
| 5-10-2017                                                                       | Varaždin                                                                        | Croazia under 21                                                                | 2 – 1                                                                           | Bielorussia under 21                                                            | Qual. Europeo Under-21 2019                                                     | 1                                                                               |                                                                                 |
| 9-10-2017                                                                       | Varaždin                                                                        | Croazia under 21                                                                | 5 – 1                                                                           | Rep. Ceca under 21                                                              | Qual. Europeo Under-21 2019                                                     | -                                                                               |                                                                                 |
| 8-11-2017                                                                       | Velika Gorica                                                                   | Croazia under 21                                                                | 5 – 0                                                                           | San Marino under 21                                                             | Qual. Europeo Under-21 2019                                                     | -                                                                               |                                                                                 |
| 13-11-2017                                                                      | Salonicco                                                                       | Grecia under 21                                                                 | 1 – 1                                                                           | Croazia under 21                                                                | Qual. Europeo Under-21 2019                                                     | -                                                                               |                                                                                 |
| 23-3-2018                                                                       | Karviná                                                                         | Rep. Ceca under 21                                                              | 2 – 1                                                                           | Croazia under 21                                                                | Qual. Europeo Under-21 2019                                                     | -                                                                               |                                                                                 |
| 27-3-2018                                                                       | Velika Gorica                                                                   | Croazia under 21                                                                | 4 – 0                                                                           | Moldavia under 21                                                               | Qual. Europeo Under-21 2019                                                     | -                                                                               |                                                                                 |
| Totale                                                                          |                                                                                 | Presenze                                                                        | 6                                                                               |                                                                                 | Reti                                                                            | 1                                                                               |                                                                                 |

## Palmarès

### Competizioni giovanili
- Kup Hrvatske u nogometu za juniore: 1

Hajduk Spalato: 2013-2014

### Competizioni nazionali
- Campionato italiano di Serie B: 1

Lecce: 2021-2022
- Supercoppa d'Israele: 1

Maccabi Haifa: 2023